# Dienstgrade der belgischen Streitkräfte
Der Status und die Bezeichnungen der Dienstgrade der belgischen Streitkräfte wurden durch ein Gesetz vom 28. Februar 2007 festgelegt.
Seit dem 2. Januar 2002 haben die belgischen Streitkräfte eine Einheitstruktur. Unter dieser Einheitstruktur gibt es verschiedene Teilstreitkräfte: Heer, Luftwaffe, Sanitätsdienst und Marine.

## Offiziersdienstgrade der belgischen Streitkräfte
Die deutschen Bezeichnungen sind frei übersetzt. Es wurde versucht sie so gut wie möglich an das französische oder niederländische Original anzulehnen.
| NATO-Dienstgrad                                                     | Heer                                                            | Heer                                                      | Sanitätsdienst                                                  | Sanitätsdienst                                            | Luftwaffe                                                       | Luftwaffe                                                 | Marine | Marine                                                    |
| ------------------------------------------------------------------- | --------------------------------------------------------------- | --------------------------------------------------------- | --------------------------------------------------------------- | --------------------------------------------------------- | --------------------------------------------------------------- | --------------------------------------------------------- | --- | --------------------------------------------------------- |
| Generäle (fr. Officier général, nl. Opperofficier)                  |                                                                 |                                                           |                                                                 |                                                           |                                                                 |                                                           | |                                                           |
| OF-10                                                               | In Belgien gibt es keine Dienstgrade auf dem Niveau OF-10       | In Belgien gibt es keine Dienstgrade auf dem Niveau OF-10 | In Belgien gibt es keine Dienstgrade auf dem Niveau OF-10       | In Belgien gibt es keine Dienstgrade auf dem Niveau OF-10 | In Belgien gibt es keine Dienstgrade auf dem Niveau OF-10       | In Belgien gibt es keine Dienstgrade auf dem Niveau OF-10 | In Belgien gibt es keine Dienstgrade auf dem Niveau OF-10                                                     | In Belgien gibt es keine Dienstgrade auf dem Niveau OF-10 |
| OF-9                                                                | General fr. Général nl. Generaal                                |                                                           | Kein OF-9 beim Sanitätsdienst.                                  | Kein OF-9 beim Sanitätsdienst.                            | General fr. Général nl. Generaal                                |                                                           | Admiral fr. Amiral nl. Admiraal                                                                               |                                                           |
| OF-8                                                                | Generalleutnant fr. Lieutenant-général nl. Luitenant-generaal   |                                                           | Kein OF-8 beim Sanitätsdienst.                                  | Kein OF-8 beim Sanitätsdienst.                            | Generalleutnant fr. Lieutenant-général nl. Luitenant-generaal   |                                                           | Vizeadmiral fr. Vice-amiral nl. Vice-admiraal                                                                 |                                                           |
| OF-7                                                                | Generalmajor fr. Général-major nl. Generaal-majoor              |                                                           | Generalmajor fr. Général-major nl. Generaal-majoor              |                                                           | Generalmajor fr. Général-major nl. Generaal-majoor              |                                                           | Divisionsadmiral fr. Amiral de division nl. Divisieadmiraal                                                   |                                                           |
| OF-6                                                                | Brigadegeneral fr. Général de brigade nl. Brigade-generaal      |                                                           | Brigadegeneral fr. Général de brigade nl. Brigade-generaal      |                                                           | Brigadegeneral fr. Général de brigade nl. Brigade-generaal      |                                                           | Flottillenadmiral fr. Amiral de flottille nl. Flottieljeadmiraal                                              |                                                           |
| Stabsoffiziere (fr. Officier supérieur, nl Hoger officier)          |                                                                 |                                                           |                                                                 |                                                           |                                                                 |                                                           | |                                                           |
| OF-5                                                                | Oberst fr. Colonel nl. Kolonel                                  |                                                           | Oberst fr. Colonel nl. Kolonel                                  |                                                           | Oberst fr. Colonel nl. Kolonel                                  |                                                           | Kapitän zur See fr. Capitaine de vaisseau nl. Kapitein ter zee                                                |                                                           |
| OF-4                                                                | Oberstleutnant fr. Lieutenant-colonel nl. Luitenant-kolonel     |                                                           | Oberstleutnant fr. Lieutenant-colonel nl. Luitenant-kolonel     |                                                           | Oberstleutnant fr. Lieutenant-colonel nl. Luitenant-kolonel     |                                                           | Fregattenkapitän fr. Capitaine de frégate nl. Fregatkapitein                                                  |                                                           |
| OF-3                                                                | Major fr. Major nl. Majoor                                      |                                                           | Major fr. Major nl. Majoor                                      |                                                           | Major fr. Major nl. Majoor                                      |                                                           | Korvettenkapitän fr. Capitaine de corvette nl. Korvetkapitein                                                 |                                                           |
| Subalternoffiziere (fr. Officier subalterne, nl. Lagere officieren) |                                                                 |                                                           |                                                                 |                                                           |                                                                 |                                                           | |                                                           |
| OF-3                                                                | Stabshauptmann fr. Capitaine-commandant nl. Kapitein-commandant |                                                           | Stabshauptmann fr. Capitaine-commandant nl. Kapitein-commandant |                                                           | Stabshauptmann fr. Capitaine-commandant nl. Kapitein-commandant |                                                           | Linienschiffsleutnant 1. klasse fr. Lieutenant de vaisseau de première classe nl. Luitenant-ter-zee 1e klasse |                                                           |
| OF-2                                                                | Hauptmann fr. Capitaine nl. Kapitein                            |                                                           | Hauptmann fr. Capitaine nl. Kapitein                            |                                                           | Hauptmann fr. Capitaine nl. Kapitein                            |                                                           | Linienschiffsleutnant fr. Lieutenant de vaisseau nl. Luitenant-ter-zee                                        |                                                           |
| OF-1                                                                | Leutnant fr. Lieutenant nl. Luitenant                           |                                                           | Leutnant fr. Lieutenant nl. Luitenant                           |                                                           | Leutnant fr. Lieutenant nl. Luitenant                           |                                                           | Seefahnrich fr. Enseigne de vaisseau nl. Vaandrig-ter-zee                                                     |                                                           |
| OF-1                                                                | Unterleutnant fr. Sous-lieutenant nl. Onderluitenant            |                                                           | Unterleutnant fr. Sous-lieutenant nl. Onderluitenant            |                                                           | Unterleutnant fr. Sous-lieutenant nl. Onderluitenant            |                                                           | Seefahnrich 2. klasse fr. Enseigne de vaisseau de seconde classe nl. Vaandrig-ter-zee 2e klasse               |                                                           |

## Unteroffizierdienstgrade der Belgischen Streitkräfte
Die deutschen Bezeichnungen sind frei übersetzt. Es wurde versucht sie so gut wie möglich an das französische oder niederländische Original anzulehnen. Zwischen Klammern das etwaige Äquivalent in der Bundeswehr. Das französische major meint nicht den Dienstgrad Major, sondern leitet sich von major-d'état = Stab ab, das französische chef kann mit Ober- übersetzt werden.
| NATO-Dienstgrade                                                                   | Heer                                                                                    | Heer | Sanitätsdienst                                                         | Sanitätsdienst | Luftwaffe                                                              | Luftwaffe | Marine                                                                                | Marine |
| ---------------------------------------------------------------------------------- | --------------------------------------------------------------------------------------- | ---- | ---------------------------------------------------------------------- | -------------- | ---------------------------------------------------------------------- | --------- | ------------------------------------------------------------------------------------- | ------ |
| Höhere Unteroffiziere (fr. Sous-officier supérieur, nl. Hoofdonderofficieren)      |                                                                                         |      |                                                                        |                |                                                                        |           |                                                                                       |        |
| OR-9                                                                               | Stabsadjutant (Oberstabsfeldwebel) fr. Adjudant-major nl. Adjudant-majoor               |      | Majoradjutant fr. Adjudant-major nl. Adjudant-majoor                   |                | Majoradjutant fr. Adjudant-major nl. Adjudant-majoor                   |           | Chefhauptmeister (Oberstabsbootsmann) fr. Maître principal chef nl. Oppermeester-chef |        |
| OR-9                                                                               | Oberadjutant (Oberstabsfeldwebel) fr. Adjudant-chef nl. Adjudant-chef                   |      | Chefadjutant fr. Adjudant-chef nl. Adjudant-chef                       |                | Chefadjutant fr. Adjudant-chef nl. Adjudant-chef                       |           | Hauptmeister (Oberstabsbootsmann) fr. Maître principal nl. Oppermeester               |        |
| Eliteunteroffiziere (fr. Sous-officier d'élite, nl. Keuronderofficieren)           |                                                                                         |      |                                                                        |                |                                                                        |           |                                                                                       |        |
| OR-8                                                                               | Adjutant (Stabsfeldwebel) fr. Adjudant nl. Adjudant                                     |      | Adjutant fr. Adjudant nl. Adjudant                                     |                | Adjutant fr. Adjudant nl. Adjudant                                     |           | Erster Chefmeister (Stabsbootsmann) fr. Premier maître-chef nl. 1e meester-chef       |        |
| OR-7                                                                               | Erster Sergeant-Major (Hauptfeldwebel) fr. Premier sergent-major nl. 1e sergeant-majoor |      | Erster Sergeant Major fr. Premier sergent-major nl. 1e sergeant-majoor |                | Erster Sergeant Major fr. Premier sergent-major nl. 1e sergeant-majoor |           | Erster Meister (Hauptbootsmann) fr. Premier maître nl. 1e meester                     |        |
| Subalternunteroffiziere (fr. Sous-officier subalterne, nl. Lagere onderofficieren) |                                                                                         |      |                                                                        |                |                                                                        |           |                                                                                       |        |
| OR-6                                                                               | Erster Sergeant-Chef (Oberfeldwebel) fr. Premier sergent chef nl. 1e sergeant chef      |      | Erster Sergeant Chef fr. Premier sergent chef nl. 1e sergeant chef     |                | Erster Sergeant Chef fr. Premier sergent chef nl. 1e sergeant chef     |           | Meister-Chef (Oberbootsmann) fr. Maître-chef nl. Meester-chef                         |        |
| OR-6                                                                               | Erster Sergeant (Feldwebel) fr. Premier sergent nl. 1e sergeant                         |      | Erster Sergeant fr. Premier sergent nl. 1e sergeant                    |                | Erster Sergeant fr. Premier sergent nl. 1e sergeant                    |           | Meister (Bootsmann) fr. Maître nl. Meester                                            |        |
| OR-5                                                                               | Sergeant (Unteroffizier) fr. Sergent nl. Sergeant                                       |      | Sergeant fr. Sergent nl. Sergeant                                      |                | Sergeant fr. Sergent nl. Sergeant                                      |           | Zweiter Meister (Maat) fr. Second maître nl. Tweede meester                           |        |

## Freiwillige
Die deutschen Bezeichnungen sind frei übersetzt. Es wurde versucht sie so gut wie möglich an das französische oder niederländische Original anzulehnen. Zwischen Klammern das etwaige Äquivalent in der Bundeswehr.
| NATO-Dienstgrade                                                             | Heer                                                                                     | Heer                          | Sanitätsdienst                                                      | Sanitätsdienst | Luftwaffe                                                           | Luftwaffe                     | Marine | Marine |
| ---------------------------------------------------------------------------- | ---------------------------------------------------------------------------------------- | ----------------------------- | ------------------------------------------------------------------- | -------------- | ------------------------------------------------------------------- | ----------------------------- | --- | ------ |
| Hauptfreiwillige (fr. Volontaires supérieurs, nl. Hoofdvrijwilligers)        |                                                                                          |                               |                                                                     |                |                                                                     |                               | |        |
| Unbekannt                                                                    | Korporal Major (Oberstabsgefreiter) fr. Caporal-major nl. Korporaal-majoor               |                               | Korporal Major fr. Caporal-major nl. Korporaal-majoor               |                | Korporal Major fr. Caporal-major nl. Korporaal-majoor               |                               | Hauptquartiermeister (Oberstabsgefreiter) fr. Quartier-maître principal nl. Opperkwartiermeester                 |        |
| Elitefreiwillige (fr. Volontaire d'élite, nl. Keurvrijwilligers)             |                                                                                          |                               |                                                                     |                |                                                                     |                               | |        |
| OR-4                                                                         | Erster Korporal Chef (Oberstabsgefreiter) fr. Premier caporal-chef nl. 1e korporaal-chef |                               | Erster Korporal Chef fr. Premier caporal-chef nl. 1e korporaal-chef |                | Erster Korporal Chef fr. Premier caporal-chef nl. 1e korporaal-chef |                               | Erster Oberquartiermeister (Oberstabsgefreiter) fr. Premier quartier-maître-chef nl. Eerste kwartiermeester-Chef |        |
| OR-4                                                                         | Korporal-Chef (Stabsgefreiter) fr. Caporal-chef nl. Korporaal-chef                       |                               | Korporal-Chef fr. Caporal-chef nl. Korporaal-chef                   |                | Korporal-Chef fr. Caporal-chef nl. Korporaal-chef                   |                               | Oberquartiermeister (Stabsgefreiter) fr. Quartier-maître-chef nl. Kwartiermeester-chef                           |        |
| Unbekannt                                                                    | Erster Korporal (Stabsgefreiter) fr. Premier caporal nl. Eerste korporaal                |                               | Erster Korporal fr. Premier caporal nl. Eerste korporaal            |                | Erster Korporal fr. Premier caporal nl. Eerste korporaal            |                               | Erster Quartiermeister (Stabsgefreiter) fr. Premier quartier-maître nl. Eerste kwartiermeester                   |        |
| Subalterne Freiwillige (fr. Volontaire subalterne, nl. Lagere Vrijwilligers) |                                                                                          |                               |                                                                     |                |                                                                     |                               | |        |
| OR-3                                                                         | Korporal (Gefreiter) fr. Caporal nl. Korporaal                                           |                               | Korporal fr. Caporal nl. Korporaal                                  |                | Korporal fr. Caporal nl. Korporaal                                  |                               | Quartiermeister (Gefreiter) fr. Quartier-maître nl. Kwartiermeester                                              |        |
| OR-2                                                                         | Erster Soldat fr. Premier soldat nl. 1e soldaat                                          |                               | Erster Soldat fr. Premier soldat nl. 1e soldaat                     |                | Erster Soldat fr. Premier soldat nl. 1e soldaat                     |                               | Erster Matrose fr. Premier matelot nl. Eerste matroos                                                            |        |
| OR-1                                                                         | Soldat fr. Soldat nl. Soldaat                                                            | Soldat fr. Soldat nl. Soldaat | Soldat fr. Soldat nl. Soldaat                                       |                | Soldat fr. Soldat nl. Soldaat                                       | Soldat fr. Soldat nl. Soldaat | Matrose fr. Matelot nl. Matroos                                                                                  |        |